# 1967 w polityce

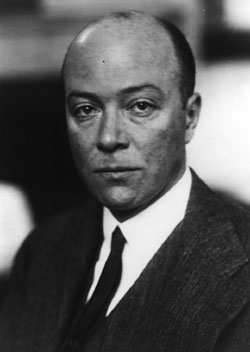
William Bullitt

Wydarzenia polityczne w 1967 roku.

## Styczeń
- 1 stycznia – przywódca Chińskiej Republiki Ludowej Mao Zedong wydał rozkaz do narodu nakazujący walkę z przejawami burżuazyjnego stylu życia[1].

## Luty
- 2 lutego – wybory prezydenckie w Nikaragui wygrał generał Anastasio Somoza Debayle[1].
- 15 lutego – zmarł William Bullitt, amerykański dyplomata, ambasador USA w Związku Radzieckim[2].
- 20 lutego – prezydent Indonezji Sukarno zrzekł się swoich uprawnień w zakresie władzy wykonawczej na rzecz generała Suharto[1].

## Marzec
- 12 marca – nowym prezydentem Indonezji został oficjalnie generał Suharto[1].

## Kwiecień
- 24 kwietnia – władzę w Grecji objęła junta czarnych pułkowników[1].

## Maj
- 30 maja – katolickie plemię Ibo z nigeryjskiej Biafry ogłosiło secesję i utworzenie niezależnego państwa Republiki Biafry. Na jej czele stanął pułkownik Chukwuemeka Odumegwu Ojukwu. Secesja stała się przyczyną wybuchu czteroletniej wojny domowej[1].

## Czerwiec
- 5 czerwca – rozpoczęła się Wojna sześciodniowa pomiędzy Izraelem a Egiptem, Syrią i Jordanią[1].

## Październik
- 9 października – zginął Che Guevara, latynoamerykański rewolucjonista[3][4].

## Grudzień
- 21 grudnia – urodził się Micheil Saakaszwili, prezydent Gruzji[5].